# Los invertidos
Los invertidos es una obra de teatro del autor argentino José González Castillo, estrenada el 23 de septiembre de 1914.

## Contexto
A finales del siglo XIX, en Argentina, el anarquismo, al igual que el socialismo, habían lanzado un programa de culturización de las clases bajas de intenciones pedagógicas y propagandísticas. Ejemplos son la Sociedad Luz y Roberto J. Payró, de tendencia socialista, y Alberto Ghiraldo y Florencio Sánchez, de tendencias anarquistas. Las obras solían ser cortas y sencillas, aunque también incluían a nombres como Ibsen o Tolstoi, y no se solían representar en el circuito comercial.
José González Castillo era un autor de ideas anarquistas, un autor de tesis, «una tesis filosófica, política o moral, intentando convencer al público acerca de su legitimidad, invitándole a recurrir más a su racionalidad que a su emotividad». En esta obra, su objetivo era mostrar la perversión de las clases altas -la aristocracia y la burguesía- como "corruptoras" de los trabajadores. El mecanismo empleado es recurrente en la literatura anarquista de la época, donde la homosexualidad es presentada como la peor forma de corrupción, como una forma de vampirismo, y el peor de los secretos. Este mecanismo, junto con el del «escándalo», ya había sido usado por Tennessee Williams y se oponía al empleado por el teatro naturalista de origen burgués, donde se consideraba que el peligro "inmoral" procedía de las clases más pobres.
La obra fue estrenada en Buenos Aires y el escándalo que siguió llevó a su censura bajo la acusación de inmoralidad. Era la primera vez que se realizaba en el país una obra de teatro cuyo principal tema era la homosexualidad.

## Argumento
El argumento se centra en una familia de clase alta, formada por el doctor Flórez, su esposa Clara y el hijo de ambos, un mozalbete llamado Julián. La familia vive en un mundo feliz y ordenado, hasta que un día Clara recibe la visita de Pérez, un «amigo íntimo» de Flórez, que pertenece a la «otra vida» del doctor, la que él visita por las noches, aunque su esposa todavía no lo sabe. Pérez formula a Clara una «proposición deshonesta» y la invita a su casa; Clara acepta, ya que en las convenciones del teatro de la época se admite que la mujer casada tenga una breve y discreta aventura amorosa, siempre que no genere escándalo público y si luego confiesa esto al esposo.
En el piso de Pérez, Clara se encuentra incómoda, sentimiento que tiene su origen en la extraña y recargada decoración de aires «wildeanos» de la casa. Pérez le contesta:

Esta es [... m]i garçonnière, como dicen los franceses... Aquí no entra nadie más que yo, y todo esto que te parece tan femenino no es más que el refinamiento con que me gusta vivir, haciéndome la ilusión de que, solo y triste, hay en esta casa de soltero, un espíritu femenino, delicado y culto, como el tuyo, que todo lo rodea, los dispone y lo rige.

Cuando Clara está a punto de caer en los brazos de Pérez, aparecen unos jóvenes «ambiguos», cuya conversación con Pérez muestran la dura realidad a Clara: está en un club homosexual y Peŕez es el líder del grupo. Horrorizada y asqueada, huye de la casa.
A su vuelta a casa, Clara descubre a través de una carta que la relación homosexual entre Pérez y Flórez se inició en la infancia de ambos. Tras hablar del tema con los criados, que conocen el asunto y no se muestran extrañados, escucha llegar a Pérez con Flórez, que cuchichean en la oscuridad: Pérez parece tener dominado a un afeminado doctor Flórez. Clara enciende la luz y con un revólver dispara a Pérez, matándolo. De inmediato ella entrega el revólver a su esposo para que salve la dignidad familiar y, revelado su secreto, Flórez se suicida. Su hijo, Julián, sólo oye el disparo y se abraza a su madre, que se desmaya en sus brazos.

## Análisis
La homosexualidad es presentada como una perversión sin posible perdón, sin otras consideraciones. No es una enfermedad, ni una tara, opinión muy extendida en la época, sino que simplemente es considerada una forma de maldad que no merece misericordia. El hecho se une a que Pérez y Flórez se han aprovechado de su posición social para pervertir a muchachos de clase trabajadora. Los criados, de clase baja, lo aceptan como algo que pertenece a la vida del pueblo, pero Clara no puede aceptarlo. El nombre de Clara no es casual y está relacionado con que el autor la usa de instrumento para traer la «luz/claridad» al sórdido mundo en el que se mueve su esposo, «limpiando» la «suciedad». Tanto Alberto Mira, como Osvaldo Bazán en su Historia de la homosexualidad en la Argentina ven clara la intención homófoba del escrito, en la que la condena moral contra «los invertidos» no puede ser mayor. La interpretación se puede apoyar en la misma obra, en la que el médico legista afirma: «Además... hay una ley secreta... extraña, fatal, que siempre hace justicia en esos seres, eliminándolos trágicamente, cuando la vida les pesa como una carga... Irredentos convencidos... el suicidio es "su última, su buena evolución" como diría Verlaine», opinión típica de la época, en la que los homosexuales siempre tienen fines trágicos en las obras literarias. Pero también se puede apoyar en otras afirmaciones de González Castillo, en las que deja claro que considera la homosexualidad una enfermedad, un vicio repugnante y nefasto. En el pliego de descargo enviado al Concejo Deliberante de la Ciudad de Buenos Aires para evitar la prohibición de la obra, defiende su carácter moral, insistiendo que su intención era «inspirar repugnancia por esos tristes individuos que la crápula ha rebajado del plano común de los hombres».
Una segunda interpretación, menos severa, considera la obra no una crítica a la homosexualidad de Flórez, sino a la hipócrita sociedad burguesa que le obliga a realizar un papel que no desea. El director teatral Mariano Dossena por ejemplo cree que es la heterosexualidad (Clara) lo que ha matado a Flórez. El escritor Jorge Salessi lo insinúa con su pregunta «¿Por qué mata esa mujer?». De hecho, hubiese sido más acorde con la condena de la homosexualidad que Flórez se suicidase después de ver su propia «depravación», sin la intervención de la mano heterosexual de su mujer. También la escena con los jóvenes ambiguos es alegre y sin condena, al igual que la opinión de las clases bajas, que simplemente se encogen de hombros frente a la homosexualidad. Esta interpretación deja abierta la contradicción entre las palabras explícitas de González Castillo y una supuesta defensa (o actitud neutral) con respecto a la homosexualidad.